# Čankovice
Obec Čankovice se nachází v okrese Chrudim, kraj Pardubický. Žije zde 331 obyvatel.

## Historie
První písemná zmínka o obci pochází z roku 1293.